# Always (Bon Jovi)
Always is een nummer van de Amerikaanse rockband Bon Jovi. Het is een rockballad en staat op het verzamelalbum Crossroad - The Best Of Bon Jovi uit 1994. Het nummer werd op 12 september dat jaar op single uitgebracht.

## Achtergrond
De single werd wereldwijd een enorme hit en is de bestverkochte plaat van de band. In Bon Jovi's thuisland de Verenigde Staten bereikte de single de 4e positie in de Billboard Hot 100. In Canada, Ierland, Zwitserland, Litouwen en in de Eurochart Hot 100 werd de nummer 1-positie behaald, Australië de 2e, Nieuw-Zeeland de 4e en in het Verenigd Koninkrijk de 2e positie in de UK Singles Chart.
In Nederland werd de single destijds veel gedraaid op de landelijke radiozenders en werd een gigantische hit. De single bereikte de 2e positie in zowel de Nederlandse Top 40 op destijds Radio 538 als de toentertijd nieuwe publieke hitlijst; de Mega Top 50 op Radio 3FM.
In België bereikte de single de nummer 1-positie in zowel de voorloper van de Vlaamse Ultratop 50 als de Vlaamse Radio 2 Top 30. In Wallonië werd de 22e positie bereikt.
Sinds de editie van december 2000 staat de single onafgebroken genoteerd in de jaarlijkse NPO Radio 2 Top 2000 van de Nederlandse publieke radiozender NPO Radio 2, met als hoogste notering tot nu toe een 76e positie in 2000.
De single werd in 2011 gecoverd door de Nederlandse zangeres Glennis Grace.

## NPO Radio 2 Top 2000
| Nummer met noteringen in de NPO Radio 2 Top 2000 | '00 | '01 | '02 | '03 | '04 | '05 | '06 | '07 | '08 | '09 | '10 | '11 | '12 | '13 | '14 | '15 | '16 | '17 | '18 | '19 | '20 | '21 | '22 | '23 | '24 |
| ------------------------------------------------ | --- | --- | --- | --- | --- | --- | --- | --- | --- | --- | --- | --- | --- | --- | --- | --- | --- | --- | --- | --- | --- | --- | --- | --- | --- |
| Always                                           | 76  | 128 | 143 | 176 | 204 | 289 | 330 | 308 | 238 | 520 | 577 | 495 | 420 | 499 | 689 | 702 | 775 | 731 | 627 | 635 | 506 | 562 | 603 | 635 | 659 |

1. ↑  Een vetgedrukt getal geeft de hoogste notering aan.
2. ↑  2000 was het eerste jaar met een notering voor dit nummer.